# Nanna Hänninen
Nanna Hänninen (Rovaniemi, 1973) est une photographe finlandaise.